# Campeonato Mundial de Pentatlón Moderno de 2005
El XLV Campeonato Mundial de Pentatlón Moderno se celebró en Varsovia (Polonia) entre el 3 y el 6 de agosto de 2005 bajo la organización de la Unión Internacional de Pentatlón Moderno (UIPM) y la Asociación Polaca de Pentatlón Moderno.

## Concurso masculino

### Individual
| Puesto | Atleta          | País  | TIR  | ESG  | NAT  | HÍP  | CAR  | Total |
| ------ | --------------- | ----- | ---- | ---- | ---- | ---- | ---- | ----- |
| Oro    | Qian Zhenhua    | China | 1228 | 1028 | 1328 | 1200 | 972  | 5756  |
| Plata  | Alexei Turkin   | Rusia | 1156 | 972  | 1304 | 1172 | 1104 | 5708  |
| Bronce | Andrei Moiseyev | Rusia | 1072 | 944  | 1392 | 1116 | 1148 | 5672  |

### Equipos
| Puesto | País            | TIR  | ESG  | NAT  | HÍP  | CAR  | Total  |
| ------ | --------------- | ---- | ---- | ---- | ---- | ---- | ------ |
| Oro    | Rusia           | 3336 | 2832 | 4012 | 3368 | 3480 | 17.028 |
| Plata  | República Checa | 3384 | 2496 | 3928 | 3404 | 3272 | 16.484 |
| Bronce | Alemania        | 3228 | 2440 | 3968 | 3372 | 3436 | 16.444 |

### Relevos
| Puesto | País            | TIR  | ESG | NAT  | HÍP  | CAR  | Total |
| ------ | --------------- | ---- | --- | ---- | ---- | ---- | ----- |
| Oro    | Hungría         | 1264 | 832 | 1308 | 1128 | 1168 | 5700  |
| Plata  | Rusia           | 1180 | 904 | 1348 | 972  | 1208 | 5612  |
| Bronce | República Checa | 1168 | 840 | 1316 | 1112 | 1156 | 5592  |

## Concurso femenino

### Individual
| Puesto | Atleta           | País    | TIR  | ESG | NAT  | HÍP  | CAR  | Total |
| ------ | ---------------- | ------- | ---- | --- | ---- | ---- | ---- | ----- |
| Oro    | Claudia Corsini  | Italia  | 1204 | 888 | 1272 | 1116 | 1192 | 5672  |
| Plata  | Zsuzsanna Vörös  | Hungría | 1108 | 916 | 1308 | 1172 | 1160 | 5664  |
| Bronce | Jeļena Rubļevska | Letonia | 1096 | 972 | 1192 | 1200 | 1176 | 5636  |

### Equipos
| Puesto | País    | TIR  | ESG  | NAT  | HÍP  | CAR  | Total  |
| ------ | ------- | ---- | ---- | ---- | ---- | ---- | ------ |
| Oro    | Rusia   | 3156 | 2664 | 3748 | 3320 | 3532 | 16.420 |
| Plata  | Hungría | 2928 | 2440 | 3968 | 3460 | 3512 | 16.308 |
| Bronce | Polonia | 2952 | 2440 | 3676 | 3516 | 3472 | 16.056 |

### Relevos
| Puesto | País     | TIR  | ESG | NAT  | HÍP  | CAR  | Total |
| ------ | -------- | ---- | --- | ---- | ---- | ---- | ----- |
| Oro    | Alemania | 1024 | 892 | 1264 | 1152 | 1076 | 5408  |
| Plata  | Rusia    | 1108 | 820 | 1200 | 1124 | 1136 | 5388  |
| Bronce | Italia   | 1060 | 856 | 1176 | 1152 | 1136 | 5380  |

## Medallero
| Núm. | País            | Oro | Plata | Bronce | Total |
| ---- | --------------- | --- | ----- | ------ | ----- |
| 1    | Rusia           | 2   | 3     | 1      | 6     |
| 2    | Hungría         | 1   | 2     | 0      | 3     |
| 3    | Alemania        | 1   | 0     | 1      | 2     |
|      | Italia          | 1   | 0     | 1      | 2     |
| 5    | China           | 1   | 0     | 0      | 1     |
| 6    | República Checa | 0   | 1     | 1      | 2     |
| 7    | Letonia         | 0   | 0     | 1      | 1     |
|      | Polonia         | 0   | 0     | 1      | 1     |
|      | TOTAL           | 6   | 6     | 6      | 18    |